# Teorema de Kronecker-Weber
En la teoría algebraica de números, el Teorema de Kronecker-Weber establece que cada extensión abeliana finita del cuerpo de los números racionales {\displaystyle \mathbb {Q} }, o en otras palabras cada cuerpo de números algebraicos cuyo grupo de Galois sobre {\displaystyle \mathbb {Q} } sea abeliano, es un subcuerpo de un cuerpo ciclotómico, es decir un cuerpo obtenido al añadir una raíz de la unidad a los números racionales.
El matemático alemán Leopold Kronecker proporcionó la mayoría de la prueba en 1853, cuyos huecos rellenaron Weber en 1886 y Hilbert en 1896. Se puede probar mediante una construcción algebraica directa, aunque también es una consecuencia sencilla de la teoría de cuerpos de clases y se puede probar juntando datos locales sobre el cuerpo p-ádico de cada primo p.
Para una extensión abeliana K de Q existe de hecho un campo ciclotómico mínimo que la contiene. El teorema le permite a uno definir el conductor fde K, como el entero n más pequeño tal que K resida en el cuerpo generado por las raíces enésimas de la unidad. Por ejemplo, los cuerpos cuadráticos tienen como conductor el valor absoluto de su discriminante, un hecho generalizado ampliamente en la teoría de cuerpos de clases.
- Datos: Q1369453